# Océane Babel
Océane Babel (ur. 26 lutego 2004 w Paryżu) – francuska tenisistka.

## Kariera tenisowa
W 2021 roku zadebiutowała w imprezie wielkoszlemowej podczas turnieju French Open w grze pojedynczej. Odpadła wówczas w pierwszej rundzie po porażce z Eliną Switoliną.
Najwyżej w rankingu WTA była sklasyfikowana na 654. miejscu w singlu (16 maja 2022) oraz 555. w deblu (9 maja 2022).

## Wygrane turnieje rangi ITF
| turnieje z pulą nagród 100 000 $ |
| turnieje z pulą nagród 80 000 $  |
| turnieje z pulą nagród 60 000 $  |
| turnieje z pulą nagród 25 000 $  |
| turnieje z pulą nagród 15 000 $  |

### Gra podwójna
|    | Data       | Turniej  | Naw.           | Partnerka          | Przeciwniczki                         | Wynik    |
| 1. | 24/07/2021 | Amarante | Twarda         | Lucie Nguyen Tan   | Priska Madelyn Nugroho Federica Rossi | 6:4, 6:2 |
| 2. | 12/03/2022 | Amiens   | Ceglana (hala) | Lucie Nguyen Tan   | Tatiana Pieri Federica Rossi          | 6:3, 6:4 |
| 3. | 30/04/2022 | Kair     | Ceglana        | Weronika Falkowska | Caijsa Hennemann Marija Tkaczewa      | 6:4, 6:1 |